# Сборная Литвы по биатлону
Сборная Литвы по биатлону — национальная сборная, представляющая Литву на соревнованиях по биатлону. В состав сборной входят так и мужская, так и женская команды. Управляется Литовской биатлонной федерацией (LBF).

## История
Развитие биатлона в Литве началось в 1955 году. В 1961 году проведён первый официальный чемпионат Литовской ССР, а в 1962 году сборная республики впервые приняла участие в Спартакиаде народов СССР. К середине 1980-х годов в Литве было подготовлено более 200 биатлонистов, в том числе один заслуженный мастер спорта СССР Альгимантас Шална), один мастер спорта международного класса (Игорь Груздев) и 21 мастер спорта. В составе сборной СССР на крупных турнирах из представителей Литвы участвовал только Альгимантас Шална, становившийся олимпийским чемпионом и чемпионом мира.
С сезона 1991/92 сборная Литвы выступает как самостоятельная команда на международной арене, в том же сезоне дебютировала на Кубке мира. В 1992 году литовские биатлонисты впервые приняли участие в зимней Олимпиаде в Альбервиле, лучшие результаты показали у женщин Казимера Стролене — 27-е место в спринте, у мужчин — Гинтарас Ясинскас — 19-е место в индивидуальной гонке. В 2018 году на Олимпийских играх в Пхёнчхане Томас Каукенас в гонке преследования занял, рекордное для литовских биатлонистов, 13-е место. 
За историю независимой Литвы её спортсмены ни разу не выигрывали медалей чемпионатов мира и Олимпийских игр. На Олимпийских играх лучший результат среди женщин показала Диана Расимовичюте — 18-е место в 2006 году. На юниорском уровне бронзовым медалистом был Игорь Щекочихин в 2000 году в гонке преследования.
По состоянию на 2007 год в Литве зарегистрировано около 150 спортсменов и 10 тренеров. Существуют биатлонные центры в Вильнюсе, Аникщяе, Неменчине, Висагинасе и Игналине. Основной для сборной страны является база в Игналине. Управляющий орган биатлона в Литве — Федерация биатлона Литвы, основанная в 1996 году.

## Спортсмены
| Основная сборная   | Основная сборная  |
| Мужчины            | Женщины           |
| ------------------ | ----------------- |
| Кароль Домбровский | Наталья Кочергина |
| Витаутас Строля    |                   |
| Томас Каукенас     |                   |

## Литва наКубке мира по биатлону
Сборная Литвы по биатлону также принимает участие и на соревнованиях такого уровня. Во время провождения сезона 2016/2017 лучшим результатом для сборной стало восемнадцатое место на смешанной эстафете в Контиолахти.